# 多爾戈湖 (上哈弗爾縣)

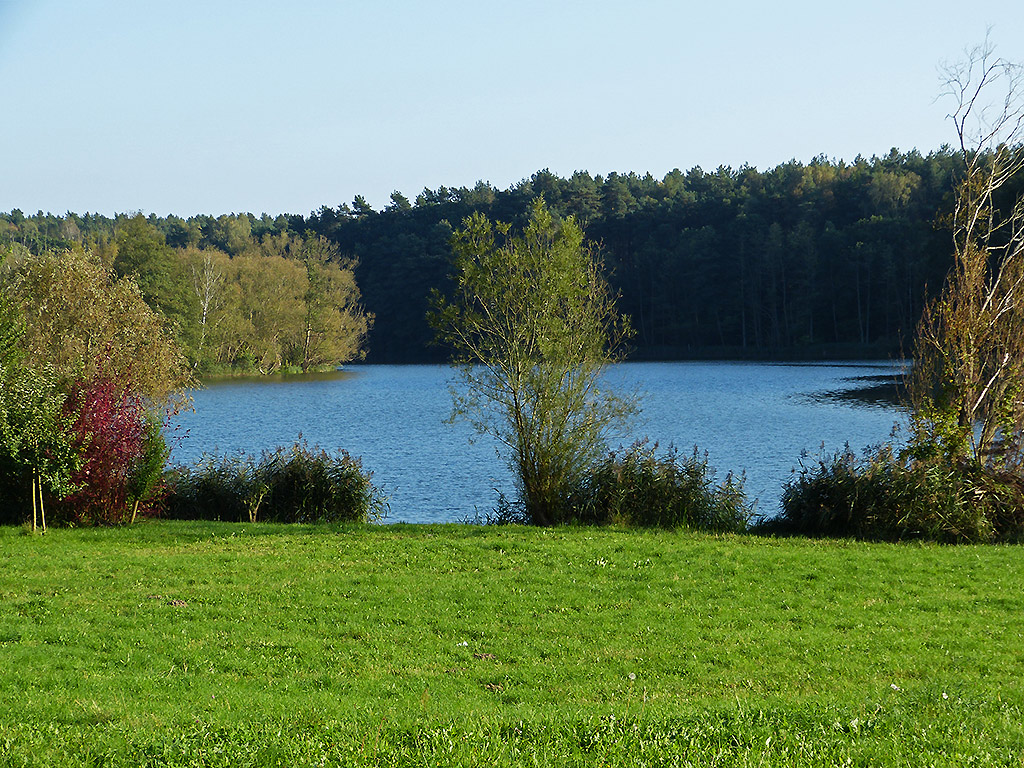

53°04′27″N 13°00′46″E / 53.074186°N 13.012900°E
多爾戈湖（德語：Dollgower See），是德國的湖泊，位於該國東北部，由勃蘭登堡州負責管轄，處於上哈弗爾縣，長1.2公里、寬0.2公里，面積0.18平方公里，海拔高度58米，最大水深2.5米。